# Monieux
Monieux ist eine französische Gemeinde mit 268 Einwohnern (Stand 1. Januar 2022) im Département Vaucluse in der Region Provence-Alpes-Côte d’Azur.
In Monieux wurden zwei Weiheinschriften für den gallo-römischen Lokalgott Mars Nabelcus aufgefunden.

## Geografie
Monieux liegt am Fuße des Bergmassivs, zu dem auch der Mont Ventoux gehört, in der Hochebene von Sault, dem Plateau d’Albion. Hier beginnen die Gorges de la Nesque, die sich das Flüsschen Nesque bis 400 Meter tief ins Gebirge gegraben hat. Die Straße D942 von Villes-sur-Auzon nach Sault führt durch die Schlucht und durch Monieux. Das Gemeindegebiet gehört zum Regionalen Naturpark Mont-Ventoux.

## Einwohnerentwicklung
| Jahr      | 1962 | 1968 | 1975 | 1982 | 1990 | 1999 | 2008 |
| --------- | ---- | ---- | ---- | ---- | ---- | ---- | ---- |
| Einwohner | 139  | 152  | 122  | 171  | 158  | 250  | 344  |

## Sehenswürdigkeiten

### Stadtmauer und Wachturm

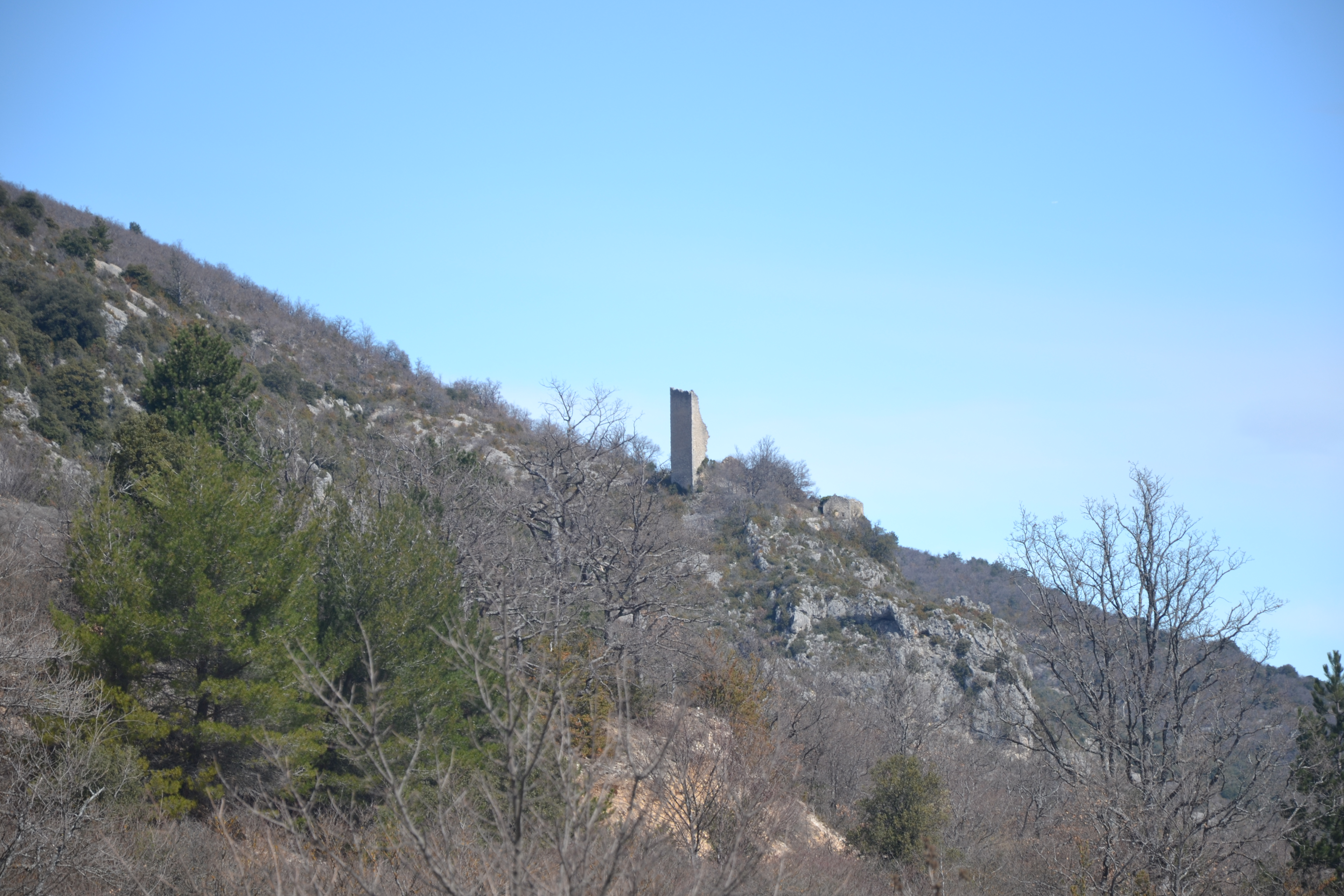
Ruine des Wachturms

Nach dem Vorbild der meisten mittelalterlichen Dörfer wurde auch in Monieux im 12. Jahrhundert eine Umfassungsmauer errichtet. Unter Berücksichtigung der besonderen Lage des Dorfes, das von einer Felswand überragt wird, bilden die Stadtmauern keinen Kreis, der das Dorf umschließt, sondern eine Art Kragen, dessen beide Enden auf beiden Seiten der Klippe zusammenlaufen. Von den drei ursprünglichen Toren im Wall ist nur noch das Portail Meunier am südwestlichen Ende des Dorfes erhalten.
Dieses Verteidigungssystem wurde durch einen Wachturm vervollständigt, der sich auf der obersten Seite der Klippe befindet. Er ist noch als Ruine erhalten und hat mit der Zeit etwa die Hälfte seiner ursprünglichen Höhe verloren. Er gehörte zu einem Turmsystem zum Schutz des Sault-Tals, von dem nur noch wenige Türme erhalten sind. Der nächstgelegene ist der von Saint-Jean-de-Sault, dessen Umrisse vom Dorf Monieux aus zu sehen sind.

### Sakralbauten

#### Kirche
Die außerhalb der Stadtmauern gelegene Pfarrkirche Saint-Pierre wurde im 12. Jahrhundert erbaut. Im Laufe der Zeit ist die ursprüngliche Apsis verschwunden. Verschiedene Anbauten und Veränderungen (Erhöhung des Fußbodens, Bau von Seitenkapellen im 17. und 18. Jahrhundert usw.) haben die Kirche umgestaltet, nur der Chor hat noch aus seinen romanischen Ursprüngen eine prächtige Trompenkuppel bewahrt.

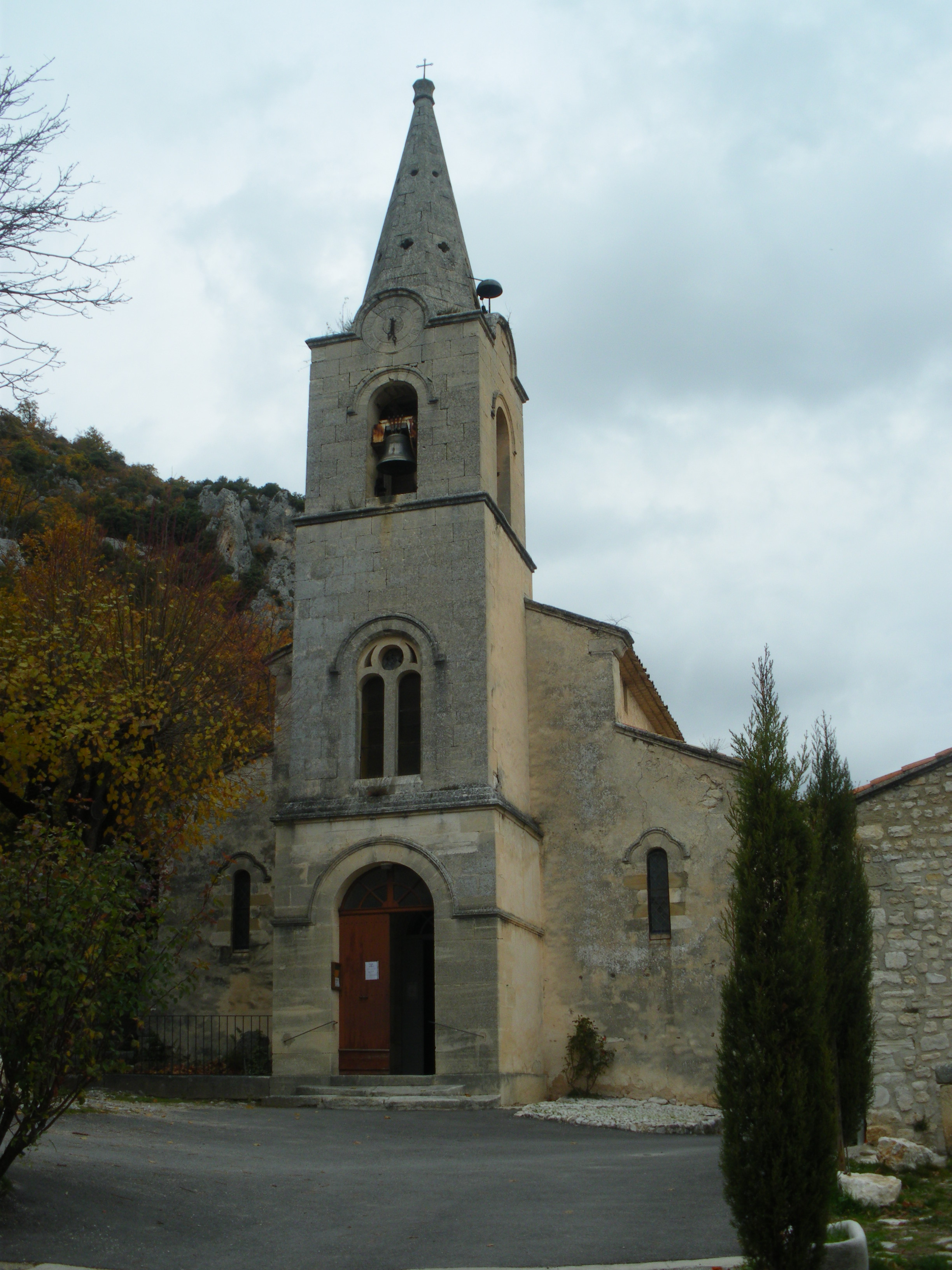
Pfarrkirche von Monieux
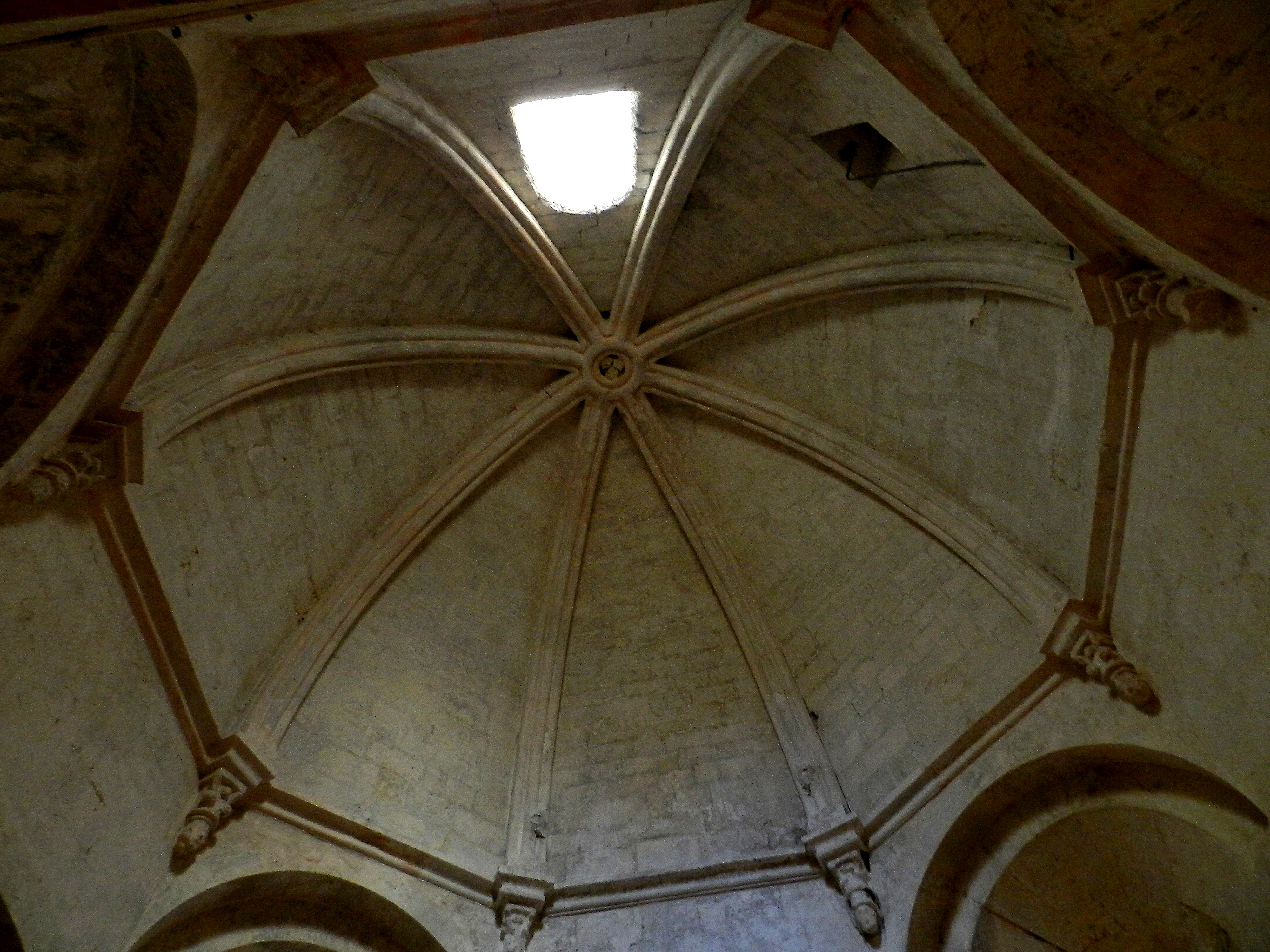
Trompenkuppel

#### Kapellen
Champ de Sicaude
Diese in der Nähe des beeindruckenden Rocher du Cire gelegene Kapelle wurde 1713 erbaut, zu einer Zeit, als sich in dem Weiler Champ de Sicaude viele bewirtschaftete Bauernhöfe befanden. Später in eine Schule umgewandelt, sind heute nur noch einige Teile der eingestürzten Mauern und eine Glocke erhalten, die zufällig inmitten der Steine gefunden und von der Gemeinde sorgfältig konserviert wurde.
Notre-Dame-de-la-Consolation

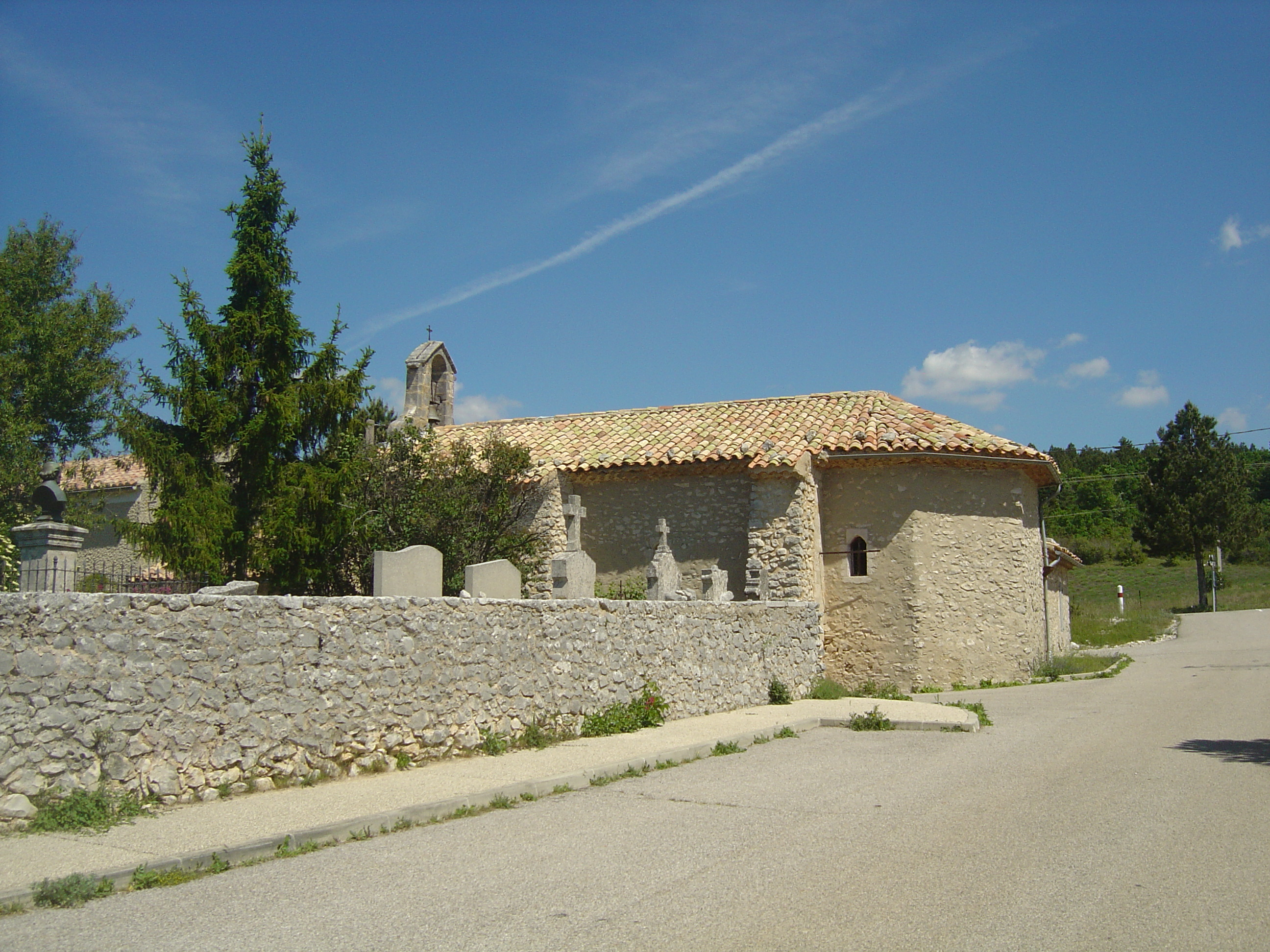
Chapelle Notre-Dame-de-la-Consolation mit Friedhof

Diese Kapelle wird irrtümlich auch Notre-Dame-des-Abeilles nach dem an diesem Ort gelegenen Weiler genannt. Das genaue Baudatum der Kapelle ist unbekannt, sie wurde im 17. Jahrhundert erstmals erwähnt und Anfang des 18. Jahrhunderts einer Restaurierung unterzogen. Jedes Jahr am 15. August wird in der Kapelle ein Gottesdienst zum Gedenken an den Pfarrer von Abeilles, Joseph Thouard (1825–1888), abgehalten, der sich selbstlos um die Kranken kümmerte und ein berühmtes Elixier erfunden hatte.
Saint-André
Die romanische Kapelle, von der nur noch eine Ruine erhalten ist, wurde auf einem Felsen in der Nähe des Wachturms über Monieux errichtet und vor dem letzten Weltkrieg noch genutzt.
Saint-Michel-de-la-Nesque

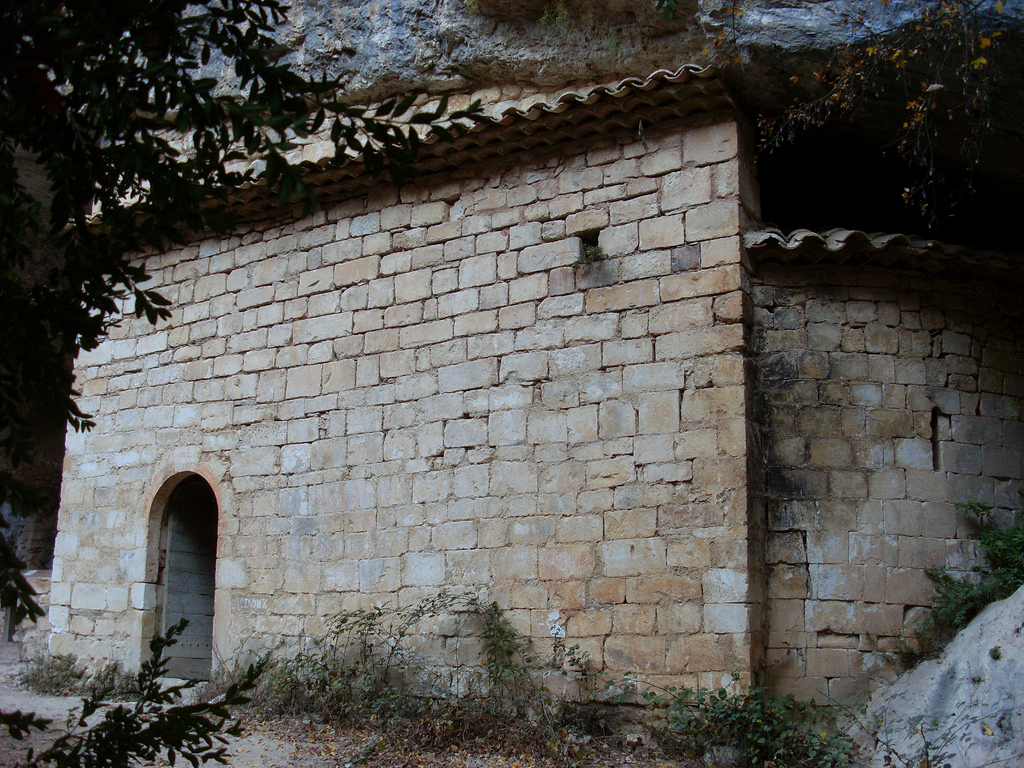
Chapelle Saint-Michel-de-la-Nesque

Diese Felskapelle romanischen Ursprungs, die am Fuße der Nesque-Schlucht liegt und von einer imposanten Felsmasse geschützt ist, war noch vor dem Krieg das Ziel einer Wallfahrt am Tag ihres Schutzheiligen. Sie war einst vom Priorat Montmajour abhängig. Nach den Steininschriften vor der Eingangshalle wurde sie im Laufe der Jahrhunderte und insbesondere 1643 mehrmals neu aufgebaut.
Ein nahegelegener Felshohlraum beherbergte bis Mitte des 19. Jahrhunderts eine Einsiedelei.
Saint-Roch
Die zu Ehren des Pestheiligen Sankt Rochus errichtete Kapelle befindet sich in der Mitte des Zedernwaldes gegenüber dem Dorf. Sie wurde 1852 an der Stelle einer älteren Kapelle errichtet, die nach der Pest von 1629 gebaut, während der Pest von 1720 erweitert und restauriert und während der Revolution zerstört wurde. Sie ist jedes Jahr am zweiten Sonntag im August Ziel einer Wallfahrt, an der die Einwohner von Monieux teilnehmen.

#### Kreuze und Oratorien
Drei Kreuze markierten die Prozessionen zur Pfarrkirche. Eines aus Holz ist am Portail Meunier zu sehen, ein anderes aus Schmiedeeisen am unteren Ende des Dorfes, oberhalb der Fontaine du Moulin, und das dritte befindet sich am nordöstlichen Eingang von Monieux, am Fuße eines großen Kastanienbaums.
Zwei Oratorien in Form von Kapellen, die von Einwohnern von Monieux gestiftet wurden, wurden errichtet: eines aus dem Jahr 1858, genau beim Lieu-dit Oratoire und der Heiligen Jungfrau gewidmet, das andere von 1948 im Dorfzentrum, am Fuße des Weges, der zum Wachturm hinaufführt und Antonius von Padua gewidmet.

### Profanbauten

#### Bauernhöfe
Saint-Hubert
Der im 18. Jahrhundert erbaute Bauernhof Saint-Hubert war ursprünglich ein Jagdsitz des benachbarten Château de Javon. Mit der Zeit wich die Jagd der Landwirtschaft, und nachdem diese wiederum aufgegeben wurde, wurde das Gebäude restauriert und zu einer von Wanderern und Reitern geschätzten Herberge.
Lausemolan
Der Bauernhof Lausemolan wurde Ende des 16. Jahrhunderts erbaut. Isoliert in den Bergen in fast 900 m Höhe gilt er als hervorragendes Beispiel für ein Mas in typisch provenzalisch-ländlicher Architektur. Nach dem Ersten Weltkrieg verlassen, existieren heute nur noch Ruinen, aber man kann immer noch, um einen zentralen Hof herum, die Wohnung der Bauern, verschiedene Nebengebäude, Ställe, zwei Zisternen, einen Brotbackhofen, einen Aiguier und das von Trockenmauerwerk umfasste Gehege sehen, in dem Ziegen und Schafe gehalten wurden.
In der Nähe trifft man auf eine Gruppe von weiteren Aiguiers und auf dem Rückweg zum Bauernhof auf den Rest eines Kohlenmeilers.

#### Brunnen

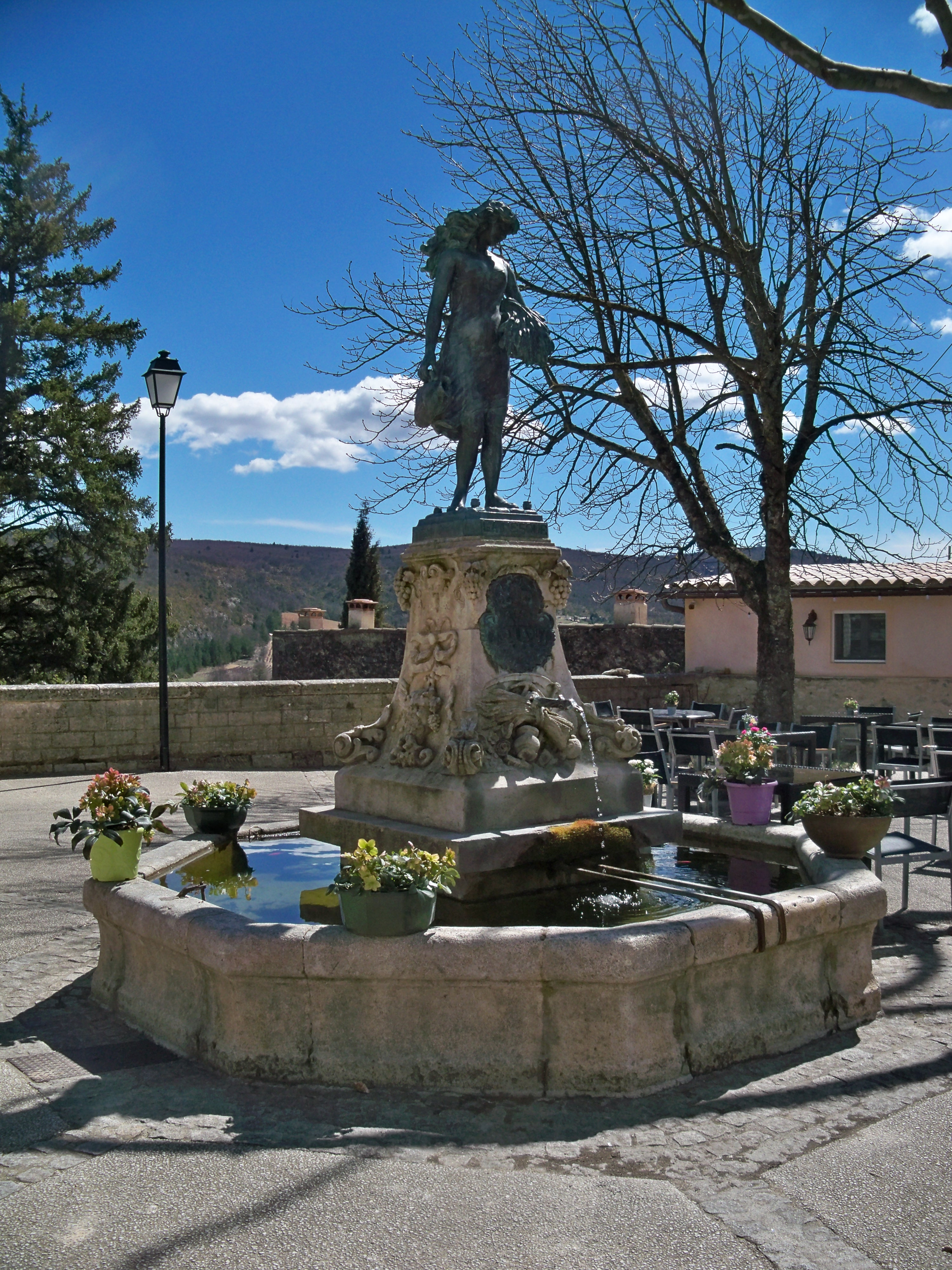
Fontaine Léon Doux

Der älteste der beiden Brunnen von Monieux, „du Moulin“ genannt, befindet sich am unteren Teil des Dorfes, am Ufer der Nesque. Er wird von einer Quelle gespeist und ist über den gleichnamigen Chemin de la Fontaine zu erreichen. Er verfügt über ein Waschhaus, in dem bis ins 19. Jahrhundert Frauen ihre Wäsche mit hölzernen Schlägern bearbeiteten und Neuigkeiten austauschten.
Da dieser Brunnen jedoch weit außerhalb des Ortes lag, beschloss Léon Doux, Bürgermeister von Monieux und Direktor des angesehenen Alcazar-Theaters in Marseille, im Jahr 1905, seine Gemeinde mit einer Wasserstelle im Dorfzentrum auszustatten. Er ließ einen Wünschelrutengänger Nachforschungen anstellen und den Brunnen, der heute seinen Namen trägt, auf dem Dorfplatz bauen. Er beauftragte den Bildhauer Pérosi eine Bronzestatue zu schaffen, die eine Allegorie der Anesca (Nesque) in Form eines jungen Mädchens mit einem Krug und einem Arm voller Kornähren darstellt. Der Brunnen wurde am 27. August 1905 unter allgemeinem Jubel eingeweiht.
Während des letzten Weltkriegs wäre Anesca beinahe als Geschützmetall eingeschmolzen worden. Glücklicherweise konnte sie dank der Bewohner des Dorfes gerettet werden und wurde bis zum Ende des Krieges in einer Höhle der Schlucht versteckt, und bei der Befreiung wieder auf ihren Sockel gesetzt.

#### Aiguiers
Diese vom Menschen in den Fels gehauenen Becken sollten Regenwasser auffangen und dienten als Tränke für die Herden. In der Nähe der Bauernhöfe wurden sie auch für häusliche Zwecke genutzt (Hygiene, Reinigung, Bewässerung des Gemüsegartens). Einige von ihnen sind einfache offene Hohlräume. Andere, sehr aufwendige, haben ein vorgelagertes Impluvium und mehrere Becken oder sind durch ein Trockensteingewölbe geschützt, das als „Taukondesator“ dient. Die meisten Aiguiers, die in den Monts de Vaucluse inventarisiert wurden, stammen aus dem 18. und 19. Jahrhundert, aber einige wurden noch zu Beginn des 20. Jahrhunderts gebaut.
Eine große Anzahl von Aiguiers ist auf der gesamten Hochebene zu sehen. In Monieux gibt es interessante Beispiele auf dem Champ de Sicaude, dem Bauernhof Lausemolan und der Combe de Puits Verrier.

#### Pestmauer
Im Juli 1720 brach im Süden der Provence die Pest aus. Angesichts der drohenden Ausbreitung der Epidemie beschlossen die Dörfer der Monts de Vaucluse, sich zusammenzuschließen und zwischen Lagnes und Monieux eine etwa zwanzig Kilometer lange und zwei Meter hohe Trockenmauer zu errichten. Die mit Wachhäuschen ausgestattete Mauer, in der die mit der Überwachung beauftragten Soldaten untergebracht waren, sollte zur Kontrolle der Durchgänge dienen, um die Ausbreitung der Krankheit nach Norden zu verhindern. Jedes Dorf musste Männer und Ausrüstung für die Arbeit und die Bewachung der Mauer bereitstellen. Das Ergebnis war positiv, denn dank der getroffenen Maßnahmen und des natürlichen Schutzes des Geländes blieben die Schutzgebiete insgesamt von der Epidemie verschont.
Ein Teil der Mauer wurde restauriert und ist nun für Spaziergänger zugänglich. In der Gemeinde Monieux sind Reste davon in der Nähe des Bauernhofes Saint-Hubert zu sehen.

### Archäologische Fundstätten
Bau de l’Aubesier
Es ist seit längerem bekannt, dass mehrere Felsunterstände in den Gorges de la Nesque bereits in prähistorischer Zeit von Menschen bewohnt wurden. Der im 19. Jahrhundert wiederentdeckte Bau de l’Aubesier zeugt von einer längeren Anwesenheit menschlicher Gruppen, die dort sowohl einen Vorrat an Feuerstein für ihre Werkzeuge als auch ein für ihren Lebensunterhalt günstiges Umfeld vorfanden. Der Fundplatz gilt als eine der wichtigsten Lagerstätten des Mittelpaläolithikums (300.000 bis 35.000 v. Chr.) in der Provence und ist seit etwa zwanzig Jahren Gegenstand methodischer archäologischer Ausgrabungen, die von einem kanadischen Team durchgeführt werden und Werkzeuge und Überreste aus der Zeit des Neandertalers zu Tage gebracht haben. Um die Arbeit der Archäologen nicht zu behindern, ist diese Stätte nicht öffentlich zugänglich.

## Persönlichkeiten
- Évariste de Valernes (1816–1896), Maler
- Stefan Hertmans (* 1951), belgischer Autor, wohnhaft in Monieux.